# Qara Osman
Qara Osman (turski Kara Yülük Osman Bey, azerski Qara Yuluq Osman Bəy) bio je vođa turkmenske plemenske federacije zvane Aq Qoyunlu (dijelovi Turske, Irana, Azerbajdžana i Iraka).
Rođen je kao Baha-ud-Din Osman te je bio brat Ahmeda i Pira Alija. Dobio je nadimak Qara Iluk (Yuluk) – „crna pijavica“.
Osman je oženio princezu Trapezunta, kćer Aleksija III. i carice Teodore Kantakuzini. Bio je šogor kraljice Ane i gospe Sinope Eudokije.
Njegova su se braća pridružila veziru i atabegu Kadiju Burhanu al-Dinu Ahmedu.
Osman je uspio ubiti svoje protivnike i zauzeti im teritorij, ali se povukao iz Erzincana kad su tamo dolazile Osmanlije pod vodstvom Sulejmana Çelebija. 
Kad je Timur napao istočnu Anatoliju, Osman mu je pružio potporu te se borio protiv Osmanlija. 1402. je nagrađen vladavinom nad Diyarbakırom.
Osmana je naslijedio sin Hamza bin Qara Yoluq Osman.